# Charmane Star
Charmane Star (Filipinas, 5 de mayo de 1979) es una actriz pornográfica estadounidense.

## Biografía
Charmane nació en Filipinas pero emigró con su familia a California cuando tenía dos años. Se crio en San Francisco, San Diego y Sacramento con siete hermanos y una hermana. Se convirtió en modelo de desnudos poco después de cumplir los 19 años e hizo su debut en el cine porno en 1998, pero lo dejó dos años más tarde para regentar una discoteca en Milwaukee, Wisconsin, con su exnovio. Charmane afirma que encargarse de la discoteca era 20 veces más duro que ser actriz porno. Cuando no trabajaba a destajo en la discoteca hacía sesiones de fotos individuales.
Charmane regresó a la industria del porno en 2003 e inauguró su página web. Principalmente realiza escenas chico/chica o solo con chicas, aunque rara vez ha hecho chico/chica/chico, porque según ella es demasiado. Se ha convertido en una de las actrices asiáticas más importantes del porno. Al igual que otras actrices porno, a menudo hace espectáculos en clubs de striptease, realizando el primero en diciembre de 2004 en el Club Paradise de Honolulu, Hawái, junto a la también actriz porno Teanna Kai.
Una de sus aficiones es coleccionar esculturas y cuadros y quiere tener su propia galería de arte algún día. En 2005 se hizo, además de actriz porno, pinchadiscos. Sus contactos con DJs profesionales y su experiencia como dueña de una discoteca le hicieron interesarse por ello.
Charmane también es célebre por ser modelo de fotografía fetichista, especializándose en los fetiches por las medias de red, los tacones altos y las modelos fumando. Recientemente ha trabajado como modelo en varios espectáculos de coches.

## Curiosidades
- Su hermana también tuvo una breve carrera en el mundo del porno con el nombre de Leah Santiago.
- Ya que es filipina de primera generación, entiende el idioma tagalo, aunque apenas lo habla.